# Placa de Petri

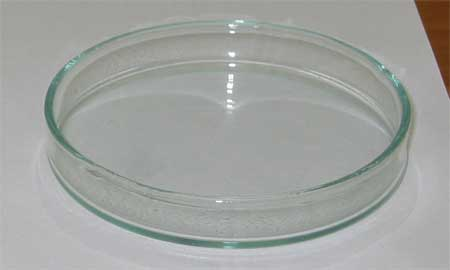
Placa de Petri sin tapa. En este caso el material es vidrio.

La caja o placa de Petri es un recipiente redondo de vidrio o material plástico con una tapa de la misma forma, para que se pueda colocar encima y cerrar el recipiente, aunque no de forma hermética. Es parte de la colección conocida como «material de vidrio». Se utiliza en microbiología para cultivar células, observar la germinación de las semillas o examinar el comportamiento de microorganismos.

## Historia
Recibe su nombre por el bacteriólogo alemán Julius Richard Petri, ayudante de Robert Koch, el premio Nobel descubridor del bacilo de la tuberculosis. Petri publicó en 1887 un artículo llamado «Una pequeña modificación de la técnica de cultivo de Koch». En comparación con la campana de cristal que usaba Koch, la tapa de cristal ligeramente más grande que la placa reducía la contaminación por microorganismos presentes en el aire.
El investigador croata Emanuel Klein, afincado en Inglaterra, ya había sugerido un cambio similar y describió una placa casi idéntica en su libro Micro-organisms de 1885. Percy Frankland también escribió en un trabajo de 1886 publicado en la revista Proceedings of the Royal Society sobre una placa similar circular, poco profunda y cubierta.

## Técnicas que lo utilizan
Se utiliza en los laboratorios principalmente para cultivar bacterias y otros microorganismos, soliéndose cubrir el fondo con distintos medios de cultivo (por ejemplo agar, que entonces suele llamarse placa de agar) según el microorganismo que se quiera cultivar.
Si se quieren observar colonias, durante el tiempo de incubación del microorganismo sembrado en la placa ésta se mantiene boca abajo, es decir, apoyada sobre la tapa. De este modo, el agar queda en la parte superior y al condensarse el vapor de agua que generan los microorganismos por su metabolismo, cae sobre la tapa, evitando que los microorganismos se diluyan, manteniéndose fijos al sustrato.